# Zunft zu Webern

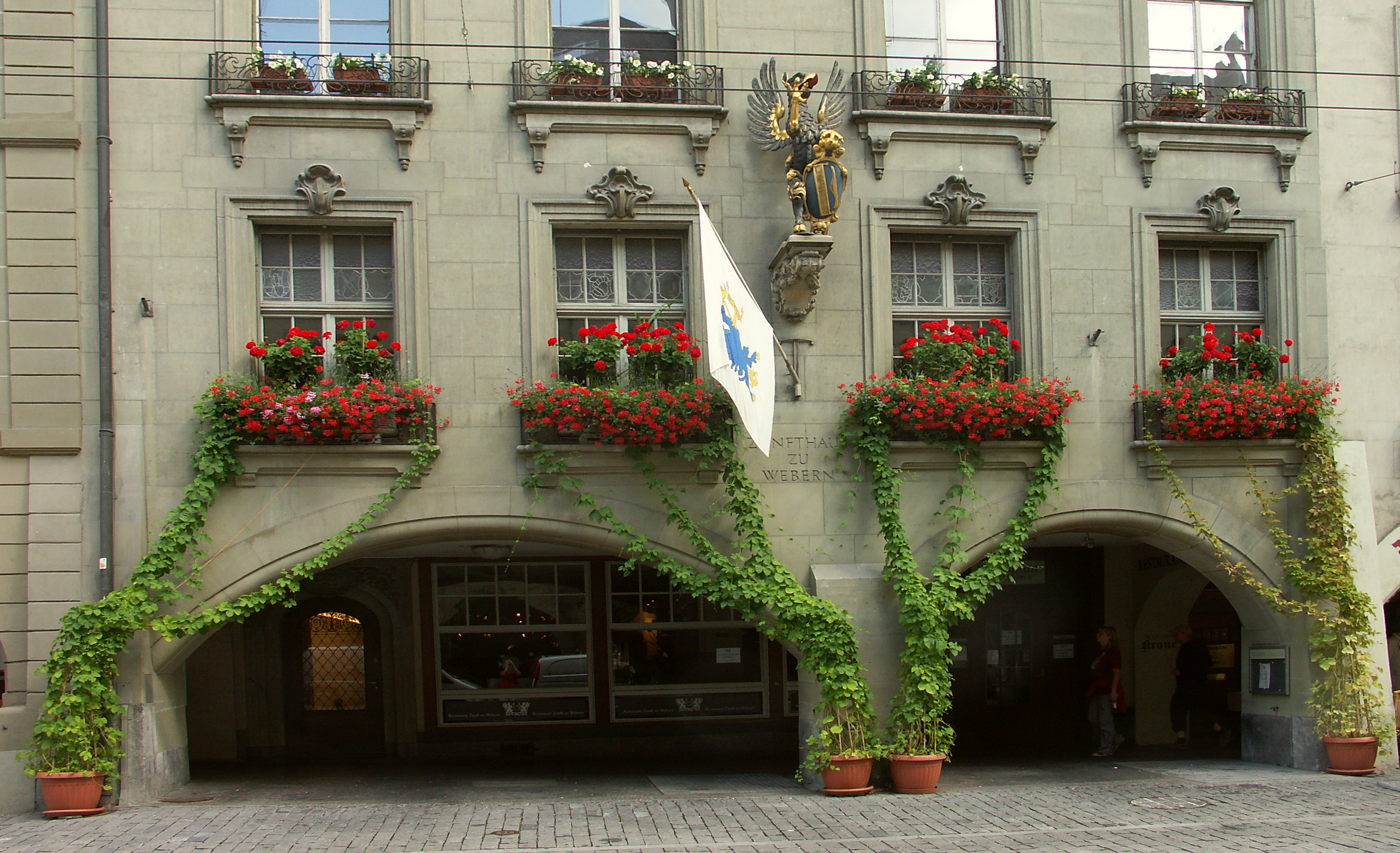
Zunfthaus zu Webern in Bern.

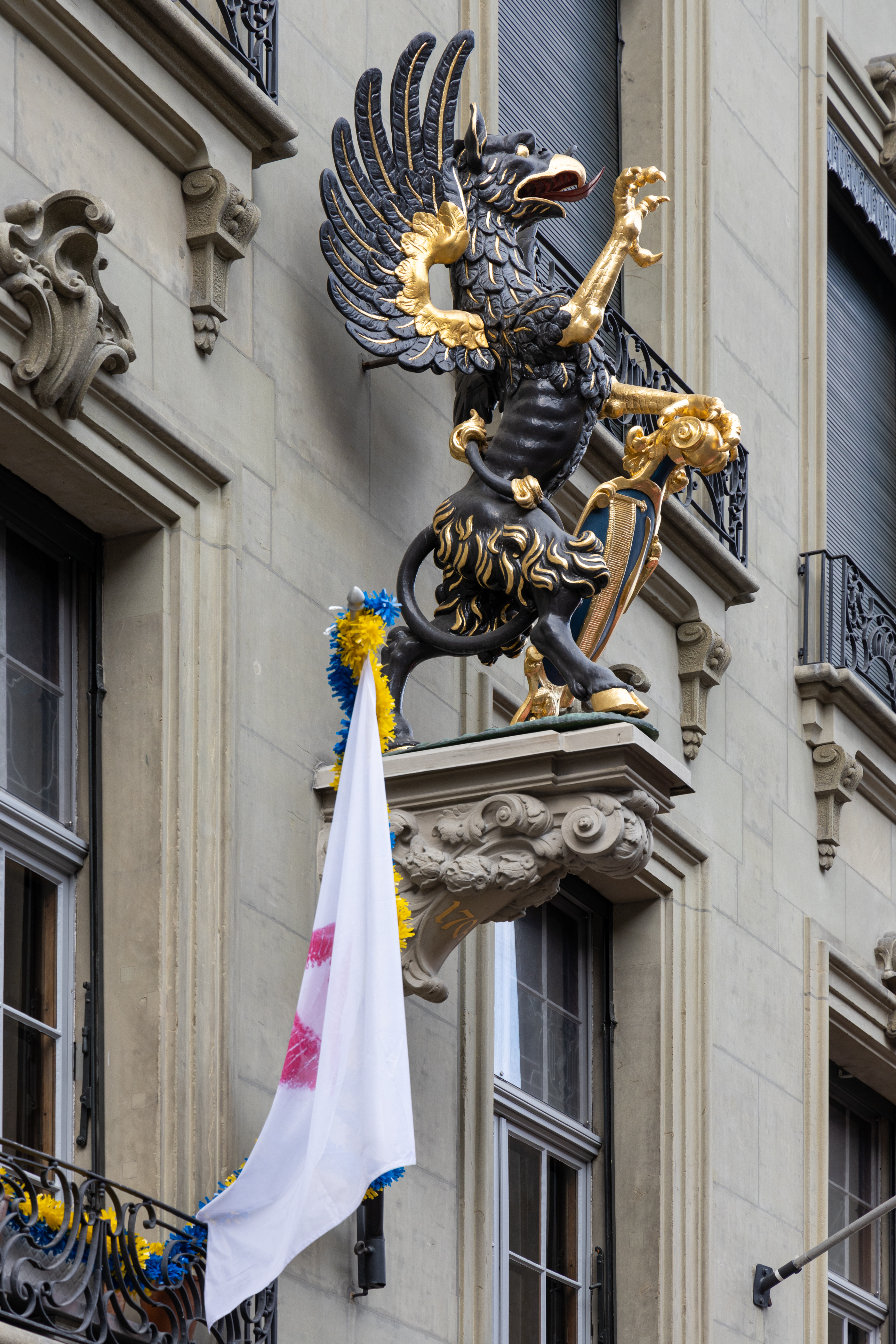
Vogel Gryf am Zunfthaus zu Webern

Die Zunft zu Webern ist eine der 13 Gesellschaften und Zünfte in der Stadt Bern und durch die Verfassung des Kantons Bern garantierte öffentlich-rechtliche Körperschaft. Sie ist eine burgerliche Korporation im Sinn der bernischen Gemeindegesetzgebung und untersteht der Aufsicht der kantonalen Behörden. Als Personalkörperschaft hat sie kein eigenes Territorium und ist steuerpflichtig. Sie umfasst alle Burgerinnen und Burger von Bern, 
die das Zunftrecht zu Webern besitzen.
Die Zunft zu Webern erscheint in den Quellen erstmals am 1. April 1373. Auf Webern waren die Handwerke der Weber und Walker, Tuchmacher, Färber und Hutmacher als Gesellschaft organisiert.

## Personen
- Georg Emanuel Ludwig Ziegler, Stifter des Ziegler-Spitals
- Karl Stauffer-Bern, Bildhauer
- Karl von Greyerz, sozialistischer Theologe
- Otto von Greyerz, Historiker
- Kaspar von Greyerz, Historiker
- Nicola von Greyerz, Politikerin
- Nils Althaus, Schauspieler und Sänger